# Sportclub Potsdam 2020-2021
Questa voce raccoglie le informazioni riguardanti lo Sportclub Potsdam nelle competizioni ufficiali della stagione 2020-2021.

## Organigramma societario
Area direttiva
- Presidente: Torsten Bork

Area tecnica
- Allenatore: Guillermo Hernández
- Allenatore in seconda: Riccardo Boieri
- Assistente allenatore: Ioannis Paraschidis
- Scout man: Riccardo Boieri, Gerold Rebsch

Area sanitaria
- Medico: Henning Leunert
- Fisioterapista: Ulli Meyer, Friedemann Ranft, Thaddeus Schirmer, Tom Spielhagen

## Rosa
| N° | Nome                 | Ruolo | Data di nascita  | Nazionalità sportiva |
| -- | -------------------- | ----- | ---------------- | -------------------- |
| 2  | Vanessa Agbortabi    | S     | 4 dicembre 1998  | Germania             |
| 3  | Natalie Wilczek      | C     | 9 marzo 2000     | Germania             |
| 4  | Brittany Abercrombie | O     | 28 dicembre 1995 | Stati Uniti          |
| 5  | Jennifer Nogueras    | P     | 13 gennaio 1991  | Porto Rico           |
| 6  | Antonia Stautz       | S     | 15 dicembre 1993 | Germania             |
| 7  | Symone Speech        | C     | 29 maggio 1997   | Stati Uniti          |
| 8  | Lindsey Ruddins      | S     | 5 novembre 1997  | Stati Uniti          |
| 10 | Merle Golm           | S     | 19 febbraio 2004 | Germania             |
| 11 | Sarah Stiriz         | L     | 11 novembre 2003 | Serbia               |
| 11 | Darja Eržen          | O     | 20 giugno 1997   | Slovenia             |
| 12 | Anastasia Cekulaev   | C     | 1º luglio 2003   | Germania             |
| 14 | Kelsey Veltman       | C     | 2 aprile 1996    | Canada               |
| 15 | Aleksandra Jegdić    | L     | 9 ottobre 1994   | Serbia               |
| 16 | Lindsay Flory        | P     | 24 ottobre 1996  | Stati Uniti          |
| 17 | Laura Weihenmaier    | S     | 4 aprile 1991    | Germania             |
| 18 | Ana Takagui          | P     | 26 ottobre 1987  | Brasile              |

## Statistiche

### Statistiche di squadra
| Competizione      | Punti | In casa | In casa | In casa | In trasferta | In trasferta | In trasferta | Totale | Totale | Totale |
| Competizione      | Punti | G       | V       | P       | G            | V            | P            | G      | V      | P      |
| ----------------- | ----- | ------- | ------- | ------- | ------------ | ------------ | ------------ | ------ | ------ | ------ |
| 1. Bundesliga     | 40    | 12      | 8       | 4       | 12           | 7            | 5            | 24     | 15     | 9      |
| Coppa di Germania | -     | 1       | 1       | 0       | 1            | 1            | 0            | 3      | 2      | 1      |
| Coppa CEV         | -     | 1       | 1       | 0       | 0            | 0            | 0            | 1      | 1      | 0      |
| Totale            | -     | 14      | 10      | 4       | 13           | 8            | 5            | 28     | 18     | 10     |

G = partite giocate; V = partite vinte; P = partite perse

### Statistiche dei giocatori
| Giocatore      | 1. Bundesliga | 1. Bundesliga | 1. Bundesliga | 1. Bundesliga | 1. Bundesliga | Coppa di Germania | Coppa di Germania | Coppa di Germania | Coppa di Germania | Coppa di Germania | Coppa CEV | Coppa CEV | Coppa CEV | Coppa CEV | Coppa CEV | Totale | Totale | Totale | Totale | Totale |
| Giocatore      | P             | PT            | AV            | MV            | BV            | P                 | PT                | AV                | MV                | BV                | P         | PT        | AV        | MV        | BV        | P      | PT     | AV     | MV     | BV     |
| -------------- | ------------- | ------------- | ------------- | ------------- | ------------- | ----------------- | ----------------- | ----------------- | ----------------- | ----------------- | --------- | --------- | --------- | --------- | --------- | ------ | ------ | ------ | ------ | ------ |
| B. Abercrombie | 23            | 317           | 272           | 22            | 23            | 3                 | 30                | 26                | 1                 | 3                 | 1         | 12        | 10        | 1         | 1         | 27     | 359    | 308    | 24     | 27     |
| V. Agbortabi   | 19            | 133           | 114           | 10            | 9             | 2                 | 21                | 19                | 1                 | 1                 | 1         | 1         | 1         | 0         | 0         | 22     | 155    | 134    | 11     | 10     |
| A. Cekulaev    | 0             | 0             | 0             | 0             | 0             | -                 | -                 | -                 | -                 | -                 | -         | -         | -         | -         | -         | 0      | 0      | 0      | 0      | 0      |
| D. Eržen       | 7             | 15            | 11            | 3             | 1             | 1                 | 0                 | 0                 | 0                 | 0                 | -         | -         | -         | -         | -         | 8      | 15     | 11     | 3      | 1      |
| L. Flory       | 14            | 7             | 2             | 4             | 1             | 2                 | 1                 | 0                 | 1                 | 0                 | 1         | 0         | 0         | 0         | 0         | 17     | 8      | 2      | 5      | 1      |
| M. Golm        | 1             | 0             | 0             | 0             | 0             | -                 | -                 | -                 | -                 | -                 | 0         | 0         | 0         | 0         | 0         | 1      | 0      | 0      | 0      | 0      |
| A. Jegdić      | 24            | 0             | 0             | 0             | 0             | 3                 | 0                 | 0                 | 0                 | 0                 | 1         | 0         | 0         | 0         | 0         | 28     | 0      | 0      | 0      | 0      |
| J. Nogueras    | 13            | 22            | 11            | 8             | 3             | -                 | -                 | -                 | -                 | -                 | -         | -         | -         | -         | -         | 13     | 22     | 11     | 8      | 3      |
| L. Ruddins     | 21            | 276           | 229           | 31            | 19            | 3                 | 43                | 34                | 7                 | 2                 | 1         | 15        | 13        | 1         | 1         | 25     | 334    | 276    | 39     | 22     |
| S. Speech      | 24            | 169           | 128           | 27            | 14            | 3                 | 15                | 10                | 4                 | 1                 | 1         | 7         | 4         | 2         | 1         | 28     | 191    | 142    | 33     | 16     |
| A. Stautz      | 16            | 26            | 17            | 0             | 9             | 1                 | 0                 | 0                 | 0                 | 0                 | 1         | 1         | 1         | 0         | 0         | 18     | 27     | 18     | 0      | 9      |
| S. Stiriz      | 3             | 0             | 0             | 0             | 0             | 0                 | 0                 | 0                 | 0                 | 0                 | 0         | 0         | 0         | 0         | 0         | 3      | 0      | 0      | 0      | 0      |
| A. Takagui     | 11            | 18            | 8             | 8             | 2             | 3                 | 11                | 5                 | 6                 | 0                 | 1         | 2         | 1         | 1         | 0         | 15     | 31     | 14     | 15     | 2      |
| K. Veltman     | 24            | 196           | 106           | 78            | 12            | 3                 | 19                | 14                | 5                 | 0                 | 1         | 8         | 3         | 5         | 0         | 28     | 223    | 123    | 88     | 12     |
| L. Weihenmaier | 24            | 297           | 245           | 40            | 12            | 3                 | 29                | 25                | 3                 | 1                 | 1         | 7         | 5         | 1         | 1         | 28     | 333    | 275    | 44     | 14     |
| N. Wilczek     | 6             | 12            | 2             | 8             | 2             | 2                 | 1                 | 0                 | 1                 | 0                 | 0         | 0         | 0         | 0         | 0         | 8      | 13     | 2      | 9      | 2      |

P = presenze; PT = punti totali; AV = attacchi vincenti; MV = muri vincenti; BV = battute vincenti